# فاسته
فاسته (به لهستانی:  Fasty) یک روستا در لهستان است که در گمینا دوبژنگوو دوژه واقع شده‌است.
 فاسته  ۱٬۰۰۰ نفر جمعیت دارد.